# Ejike Uzoenyi
Christantus Ejike Uzoenyi (Aba, Nigeria, 23 de marzo de 1988) es un exfutbolista nigeriano, se desempeña como extremo. Actualmente juega en el Ajax Cape Town de Sudáfrica.

## Clubes
| Club              | País      | Año         |
| ----------------- | --------- | ----------- |
| Enyimba FC        | Nigeria   | 2005 - 2008 |
| Enugu Rangers     | Nigeria   | 2008 - 2013 |
| Stade Rennais     | Francia   | 2013        |
| Enugu Rangers     | Nigeria   | 2013 - 2014 |
| Mamelodi Sundowns | Sudáfrica | 2014-       |

## Selección nacional
El 6 de mayo de 2014 fue incluido por el entrenador de la selección nigeriana Stephen Keshi en la lista provisional de 30 jugadores que iniciarán los entrenamientos con miras a la Copa Mundial de Fútbol de 2014. El 2 de junio se confirmó su inclusión en la nómina definitiva de 23 jugadores.

### Participaciones con la selección
| Torneo                                  | Sede      | Resultado        |
| --------------------------------------- | --------- | ---------------- |
| Copa Africana de Naciones de 2013       | Sudáfrica | Campeón          |
| Campeonato Africano de Naciones de 2014 | Sudáfrica | Tercer puesto    |
| Copa Mundial de Fútbol de 2014          | Brasil    | Octavos de final |

## Palmarés

### Distinciones individuales
| Distinción                                        | Año  |
| ------------------------------------------------- | ---- |
| Mejor jugador del Campeonato Africano de Naciones | 2014 |